# Рыжанова, Юлия Евгеньевна
Юлия Евгеньевна Рыжанова (Галянина; род. 15 мая 1974, Оренбург) — российская и австралийская шахматистка, гроссмейстер (2000) среди женщин. Тренер.
Чемпионат России по шахматам (2000) — 2—6 места. Участница чемпионата мира (2001). 
В составе сборной Австралии участница Олимпиады в Батуми (2018) и Ченнае (2022).
Чемпионка Австралии 2019 г.
Чемпионка Океании 2019 г. и 2023 г.
Участница первого Кубка мира по шахматам среди женщин (2021).

## Изменения рейтинга
| Графики недоступны из-за технических проблем. См. информацию на Фабрикаторе и на mediawiki.org. |